# Frankfurt-Nieder-Erlenbach
Nieder-Erlenbach is een stadsdeel van Frankfurt am Main. Het stadsdeel is het meest noordelijke van Frankfurt. Nieder-Erlenbach is met ongeveer 4.500 inwoners een van de kleinste stadsdelen van Frankfurt. Nieder-Erlenbach is niet verstedelijkt en heeft een plattelandskarakter.

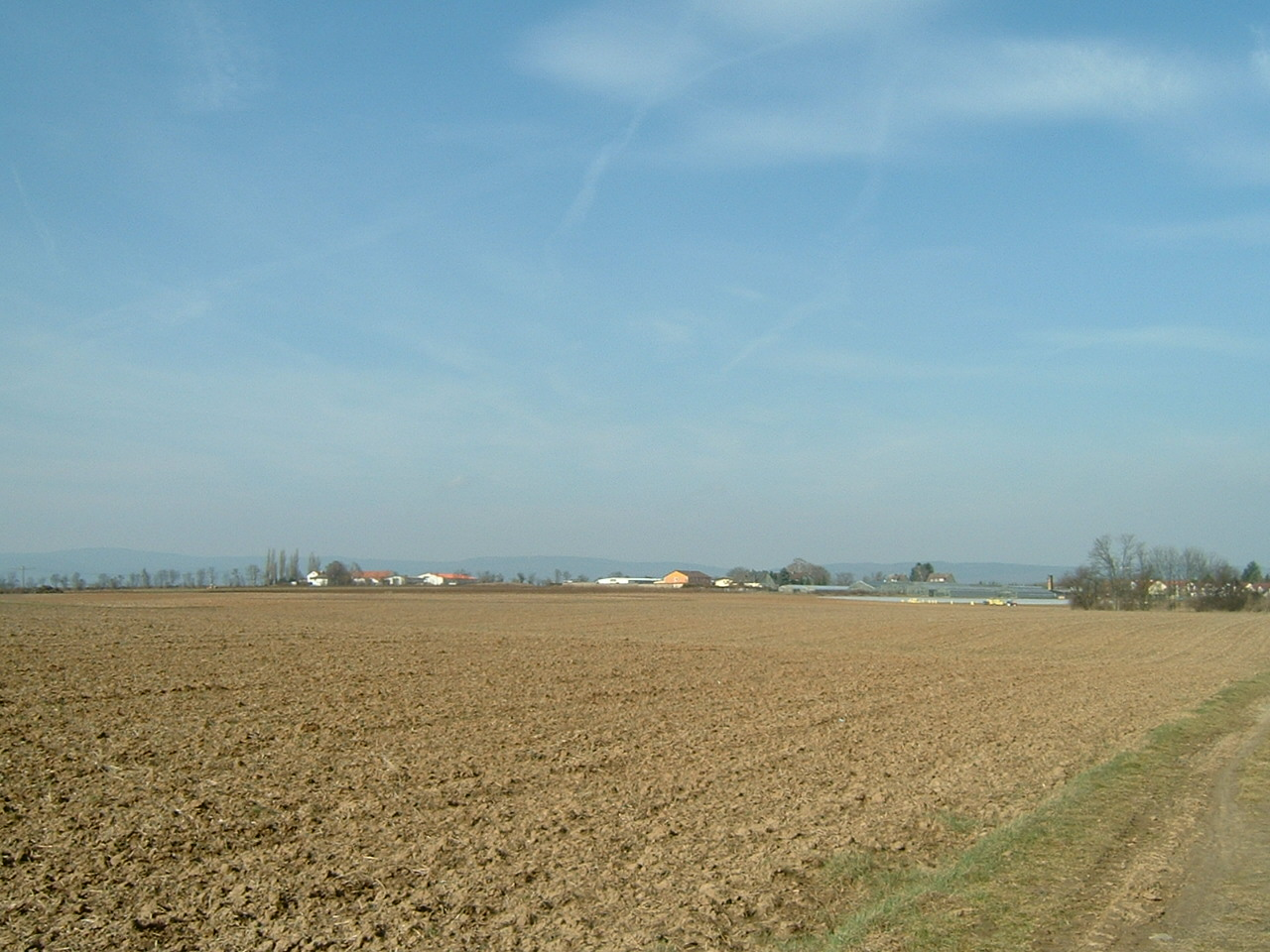
Uitzicht op Nieder-Erlenbach

Altstadt · Bahnhofsviertel · Bergen-Enkheim · Berkersheim · Bockenheim · Bonames · Bornheim · Dornbusch · Eckenheim · Eschersheim · Fechenheim · Flughafen · Frankfurter Berg · Gallus · Ginnheim · Griesheim · Gutleutviertel · Harheim · Hausen · Heddernheim · Höchst · Innenstadt · Kalbach-Riedberg · Nied · Nieder-Erlenbach · Nieder-Eschbach · Niederrad ·  Niederursel · Nordend · Oberrad · Ostend · Praunheim · Preungesheim · Riederwald · Rödelheim · Sachsenhausen · Schwanheim · Seckbach · Sindlingen · Sossenheim · Unterliederbach · Westend · Zeilsheim